# Xavier Delamarre
Xavier Delamarre (pronunciación en francés: /ɡzavje dəlamaʁ/; nacido el 5 de junio de 1954) es un lingüista, lexicógrafo y ex-diplomático francés. Se le considera una de las mayores autoridades mundiales en la lengua gala.
Es coeditor, junto con el lingüista Romain Garnier, de la revista Wékwos, fundada en 2014 y dedicada a la lingüística comparada indoeuropea.

## Biografía
Se licenció en el Instituto de Estudios Políticos de París en 1977 y estudió lengua lituana en el INALCO. En 1984 publicó Le Vocabulaire indo-européen, un léxico de palabras protoindoeuropeas. En 2001, publicó un influyente diccionario etimológico de la lengua gala titulado Dictionnaire de la langue gauloise. En 2003 se publicó una segunda edición ampliada.
Paralelamente a sus investigaciones en lingüística indoeuropea y celta, entre 1984 y 2014 trabajó para el cuerpo diplomático francés. Desarrolló sus funciones en Helsinki (1984-86), y posteriormente en Harare (1989-92), Vilna (1992-97), Osaka (1997-98) y Liubliana (1998-2000). Entre 2004 y 2006, ocupó el cargo de primer consejero en la embajada de Francia en Helsinki y, entre 2008 y 2014, el de consejero especial para la cooperación internacional del Secretario General del Gobierno francés. Abandonó la carrera diplomática en 2014 para dedicarse a los estudios lingüísticos.
Después de años de investigación de lexicografía, se especializó en los dominios indoeuropeo y céltico. Desde 2019, es investigador adscrito al laboratorio AOrOc (Archéologie & Philologie d'Orient et d'Occident) del CNRS en los ámbitos de la onomástica céltica antigua, la lengua gala, la lexicografía indoeuropea, los contactos lingüísticos y los cambios y las reinterpretaciones entre los antiguos dialectos celtas y las lenguas clásicas. Administra, junto con Pierre-Yves Lambert, el Thesaurus Paleo-Celticus, un proyecto del CNRS que se inició en 2019 y que tiene como objetivo actualizar y reemplazar el Alt-celtischer Sprachschatz (1913) de Alfred Holder.

## Obras
- Le Vocabulaire indo-européen: lexique étymologique thématique. Adrien Maisonneuve. 1984. ISBN 978-2-7200-1028-6.
- Dictionnaire de la langue gauloise: Une approche linguistique du vieux-celtique continental (2ª edición). Errance. 2003. ISBN 9782877723695.
- Noms de personnes celtiques dans l'épigraphie classique. Nomina Celtica Antiqua selecta Inscriptionum. Errance. 2007. ISBN 978-2-87772-350-3.
- Noms de lieux celtiques de l'Europe ancienne. -500 – +500. Dictionnaire. Errance. 2012. ISBN 978-2-87772-483-8.
- Les Noms des Gaulois. Studies in Old Celtic Names. Les Cent Chemins. 2017. ISBN 978-1-5468-6932-0.
- Une Généalogie des Mots. De l'Indo-Européen au Français : Introduction à l'étymologie lointaine. Errance. 2019. ISBN 978-2-87772-634-4.
- Dictionnaire des thèmes nominaux du gaulois. Ab-/Iχs(o)- 1. Les Cents Chemins. 2019. ISBN 978-1-7980-5040-8.
- Dictionnaire des thèmes nominaux du gaulois. Lab-/Xantus 2. Les Cents Chemins. 2023. ISBN 978-2957086030.